# NGC 2562
NGC 2562 ist eine Linsenförmige Galaxie mit aktivem Galaxienkern vom Hubble-Typ S0/a im Sternbild Krebs auf der Ekliptik. Sie ist schätzungsweise 220 Millionen Lichtjahre von der Milchstraße entfernt und hat einen Durchmesser von etwa 65.000 Lichtjahren.

Im selben Himmelsareal befinden sich die Galaxien NGC 2560, NGC 2563, NGC 2570, IC 2293.
Das Objekt wurde am 13. Februar 1787 von Wilhelm Herschel entdeckt.